# Phare du cap Oštro
Le phare du cap Oštro  (en croate : Svjetionik Rt Oštro - Kraljevica) est un feu actif situé à proximité de Kraljevica dans le Comitat de Primorje-Gorski Kotar en Croatie. Le phare est exploité par la société d'État Plovput .

## Histoire
Le premier phare, mis en service en 1872, a été réactivé en 2006. Il se trouve sur une petite péninsule au sud-est de l'entrée du port de Bakar et à l'est de l'entrée du port de Kraljevica, à 10 km au sud de Rijeka dans la baie de Kvarner.

## Description
Le phare  est une tour cylindrique en maçonnerie de 15 m de haut, avec galerie et lanterne, centrée sur une maison de gardien d'un étages. La tour est blanche avec des bandes rouges et la lanterne est blanche. Son feu isophase émet, à une hauteur focale de 15 m, un éclat blanc de deux secondes toutes les 4 secondes. Sa portée est de 8 milles nautiques (environ 15 km) .
Identifiant : ARLHS : CRO-... - Amirauté : E2854.1 - NGA : 12342 .

## Caractéristiques dufeu maritime
Fréquence : 4 secondes (W)
- Lumière : 2 secondes
- Obscurité : 2 secondes

|                  |
| Golfe de Kvarner |

### Lien connexe
- Liste des phares de Croatie